# SN 1996ap
SN 1996ap – supernowa nieznanego typu odkryta 11 sierpnia 1996 roku w galaktyce A214553-5708. W momencie odkrycia miała maksymalną jasność 19,50m.